# Рекреационные ресурсы
Рекреационные ресурсы — это совокупность природно-технических, природных, социально-экономических комплексов и их элементов, способствующих восстановлению и развитию духовных и физических сил человека, его трудоспособности. При современной и перспективной структуре рекреационных потребностей и технико-экономических возможностях используются для прямого и опосредованного потребления и предоставления курортных и туристических услуг.

Явления и объекты природного и антропогенного, рекреационного происхождения, которые используются для туризма, отдыха и лечения влияют на территориальную организацию рекреационной деятельности, формирование рекреационных районов (центров), их специализацию и экономическую эффективность.

## Группы рекреационных ресурсов
Различают социально-экономические (или природные и культурно-исторические) и природные ресурсы рекреационной деятельности.
Рекреационные ресурсы делятся на две основные группы: природные и историко-культурные.
В историко-культурные рекреационные ресурсы включают 
- места, связанные с жизнью и деятельностью выдающихся исторических личностей,
- территории, где сохранились ярко выраженные этнографические особенности,
- культовые сооружения, музеи, картинные галереи, памятники истории, архитектуры, археологии, и тому подобное.

Все эти рекреационные ресурсы привлекают людей с целью удовлетворения их духовных потребностей и способны удовлетворить жажду познания, изменения окружающей среды для психофизиологического восстановления личности.
Природные рекреационные ресурсы. К ним относятся природные и природно-антропогенные геосистемы, природные объекты, явления и процессы, которые обладают внутренними и внешними свойствами и характерными чертами для организации сезонной или круглогодичной рекреационной деятельности. В пределах природных рекреационных ресурсов можно выделить ресурсы: 
- климатические,
- ландшафтные,
- орографические,
- бальнеологические,
- биотические,
- грязевые,
- водные и др.

В свою очередь, каждый из этих видов состоит из отдельных подвидов, например, бальнеологические ресурсы делятся на минеральные воды различного химического состава, а следовательно, и различного лечебного действия.

## Виды рекреационных ресурсов
После сравнения всех факторов привлекательности рекреационно-туристических ресурсов, ученые пришли к выводу, что и в дальнейшем основным источником удовлетворения туристических потребностей остается природный потенциал.
Значительным разнообразием характеризуются рекреационные ресурсы океанов и морей. Основные береговые рекреационно-туристические районы:
- Атлантический океан -Средиземноморское побережье Южной Европы и Северной Африки, побережье Бискайского залива, Северного, Балтийского и Черного морей, полуострова Флорида, островов Куба, Гаити, Багамских, районы городов и городских агломераций Атлантического побережья Северной и Южной Америки;
- Тихий океан — Гавайские острова и восточное побережье Австралии, остров Хайнань (Китай), побережье Японского моря, районы городов и городских агломераций побережья Северной и Южной Америки;
- Индийский океан -остров Шри-Ланка, район прибрежных городских агломераций Индии, восточное побережье острова Мадагаскар. Сейчас распространение получают туристские путешествия на кораблях (круизы), подводная охота, спортивное рыболовство, виндсёрфинг, путешествия на яхтах, катамаранах.

К основным видам рекреационных ресурсов относятся:
- города-курорты или курортные местности;
- религиозно-культовые комплексы и отдельные сооружения, расположенные за пределами населенных пунктов;
- древние города, фортификационные сооружения (пещерные города, крепости и тому подобное), каменоломни;
- города — столичные и исторические центры;
- предгорья и горные страны;
- лесные массивы;
- побережья рек, озер и водохранилищ;
- побережья теплых морей.